# Steve Howe
Steve Howe, właśc. Stephen James Howe (ur. 8 kwietnia 1947 w Holloway, Londyn) – gitarzysta rockowy znany z występów z grupami Tomorrow, Yes, Asia, GTR, Anderson Bruford Wakeman Howe oraz z kariery solowej. Jego styl jest oryginalną wypadkową klasycznego, jazzowego i rockowego stylu gry na gitarze. Steve Howe gra na wszelkiego rodzaju gitarach i innych podobnych instrumentach strunowych. Po pięciokrotnym z rzędu wygraniu plebiscytu czasopisma "Guitar Player" na najlepszego gitarzystę roku, umieszczony w "Guitar Player Hall of Fame" (jako pierwszy gitarzysta rockowy).
Uczestniczył w tworzeniu wydanego w roku 1991 utworu "Innuendo" brytyjskiej grupy Queen – zagrał na gitarze flamenco charakterystyczne „hiszpańskie solo”.
W 2003 został sklasyfikowany na 69. miejscu listy 100 najlepszych gitarzystów wszech czasów magazynu Rolling Stone.

## Dyskografia

### Solowa
- 1976: Beginnings
- 1979: The Steve Howe Album
- 1981: The Bodast Tapes (materiały archiwalne)
- 1989: Guitar Player (materiały instruktażowe)
- 1991: Turbulence
- 1993: The Grand Scheme of Things
- 1994: Mothballs (materiały archiwalne)
- 1994: Not Necessarily Acoustic (koncert)
- 1995: Seraphim (z Paulem Sutin)
- 1996: Homebrew (kompilacja materiałów demo)
- 1998: Quantum Guitar
- 1999: Pulling Strings (koncert)
- 1999: Portraits of Bob Dylan
- 2000: Homebrew 2 (kompilacja materiałów demo)
- 2001: Natural Timbre
- 2002: Skyline
- 2002: Steve Howe and Martin Taylor: Masterpiece Guitars
- 2003: The Steve Howe's Remedy - Elements
- 2005: Spectrum
- 2008: Motif Vol.1[5]
- 2008: The Haunted Melody (Steve Howe Trio)[6]
- 2010: Travelling[7]
- 2011: Time[8]
- 2017: Nexus (oraz Virgil Howe)[9]
- 2019: New Frontier (Steve Howe Trio)[10]
- 2020: Love Is[11]
- 2022: Lunar Mist (wspólnie z Virgilem Howe)[12]
- 2023: Motif Vol.2[13]

## Filmografia
- "Prog Rock Britannia" (2009, film dokumentalny, reżyseria: Chris Rodley)[14]